# Philippe de Poulpiquet
Philippe de Poulpiquet est un photographe français né le 15 septembre 1972.

## Biographie
Philippe de Poulpiquet est né le 15 septembre 1972.
Après des études cinématographiques à Paris, il effectue en 1994 son service militaire en coopération au Cameroun et profite de sa présence dans le pays pour proposer des reportages aux magazines. Il se spécialise peu à peu dans le journalisme d’information.
En 2000, il entame une collaboration avec le quotidien Le Parisien / Aujourd’hui en France en tant que photojournaliste.
Philippe de Poulpiquet a couvert les principaux conflits de ces quinze dernières années en Afrique et au Moyen-Orient. En parallèle, il s’essaie depuis plusieurs années à mettre à distance son sujet de prédilection, la guerre, en posant sur elle un regard à hauteur d’homme, notamment à travers ses séries sur les soldats blessés d’Afghanistan (« Pour la France ») ou sur les Invalides (« Invalides : mémoires de guerre »).

## Expositions
Liste non exhaustive
- 2012 : « “Pour la France” – Les blessures d’une guerre », Visa pour l’Image, Perpignan[5]
- 2020 : « Covid 19 », Visa pour l’Image, caserne Gallieni, Perpignan[6]
- 2020 : « Invalides, mémoires de guerre », Hôtel des Invalides, Paris[7]
- 2021 : « Sahel », Parc de l’Hôtel de Ville, Palaiseau[2]
- 2022 : « Aux côtés des femmes afghanes », Fnac Ternes, Paris[8]

## Publications
Liste non exhaustive
- Pour la France..., Paris, Grrr...art, 2013 (ISBN 2365920233)
- Philippe de Poulpiquet et Anthony Petiteau (dir.) (photogr. Philippe de Poulpiquet), Invalides : Mémoires de guerre : Photographies de Philippe de Poulpiquet, Filigranes, 2020, 192 p. (ISBN 978-2350465227).

## Prix et récompenses
- 2011 : « Grand prix des quotidiens nationaux » pour son reportage dans les tunnels de Gaza[2]
- 2012 :  Pictures of the Year International « Award of Excellence » [2]
- 2012 : « National Press Photographers Association, Best of Photojournalism »[2]
- 2019 : « Prix sergent Sébastien Vermeille » du Ministère des Armées[2]

## Collection publique
- Musée de l’Armée, Paris[2]